# Post Mortem
A Post Mortem 2020-ban bemutatott magyar horrorfilm, Bergendy Péter rendezésében, Klem Viktor, Hais Fruzsina és Schell Judit főszereplésével.

## Cselekmény

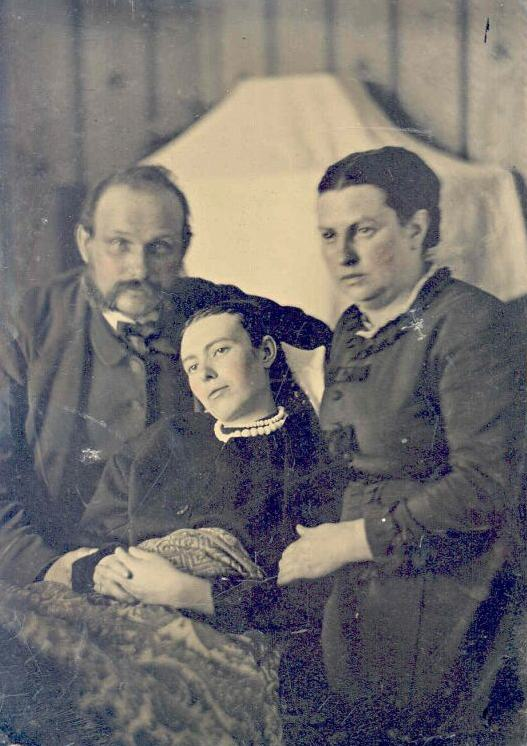
A történet egyik valós alapja: korabeli kép a halott gyermekükkel fotózkodó szülőkről.

Tomás (Klem Viktor), a fiatal német katona az Első világháborúban súlyos sérülést kap. A sebesülésnél látomásában megjelenik egy 10 év körüli kislány, aki azt mondja neki, hogy jöjjön vissza. Mivel Tomást halottnak gondolják egy tömegsírba teszik, ám egy idős katona (Reviczky Gábor) észreveszi, hogy még életben van. A háború után Tomás ezzel az idős katonával egy vándorcirkusz társulat tagjaként járja az országot. Az idős katona Tomás elmondása alapján előadásokat tart a túlvilágról, Tomás pedig fényképészként felvételeket készít azokról az emberekről, akik a spanyolnáthában elhunyt szeretteikkel akarnak még egy utolsó közös képet csinálni. Tomáshoz egyszer csak betér az a kislány, aki megjelent a látomásában, és elmondja Tomásnak, hogy az ő falujában is rengeteg halott van, akit a fagyott talaj miatt nem tudnak eltemetni, és ráveszi Tomást, hogy jöjjön el a faluba fényképeket készíteni. Tomás elutazik a faluba, ahol a helyi tanítónőnél (Schell Judit) kap szállást. A faluban azonban Tomás egyre több természetfeletti jelenséggel találkozik. A kísértetek valamit közölni akarnak vele, és egyre vadabb támadások történnek. Tomás Annával, a kislánnyal (Hais Fruzsina) elhatározza, hogy kiderítik az igazságot.

## Szereplők
- Klem Viktor – Tomás
- Hais Fruzsina – Anna
- Schell Judit – Marcsa, a tanítónő
- Ladányi Andrea – néni
- Reviczky Gábor – öreg
- Anger Zsolt – Imre
- Hámori Gabriella – Emi
- Balogh András – Jóska
- Kiss Diána Magdolna – Jutka
- Nagy Mari – Keresztes néni
- Tóth Ildikó – Ilus
- Kiss Eszter – Zsuzsa
- Gyarmati Erik – Lacika
- Sziládi Hajni – Juli
- Fazekas István – a halott lány apja
- Gőz István – a halott Gábor atya

## Forgatás
A film forgatása 2018. november 27. és 2019. február 22. között zajlott. Jeleneteket vettek fel többek között a szentendrei Skanzenban, az aszódi Podmaniczky-kastélyban, a tárnoki kőfejtőben, valamint Pilisszentivánon, Sóskúton, Budakeszin és Fóton. A film ősbemutatója 2020. október 9-én volt a Varsói Nemzetközi Filmfesztiválon, Magyarországon a Covid19-pandémia miatt csak egy évvel később 2021. október 28-án került sor. A film képviselte Magyarországot a 2022-es Oscar-díj átadón, de kiesett.

## Nézettség, bevétel
A nézettségi adatok szerint 31 939 jegyet adtak el rá, és ezzel az eredménnyel mintegy 46 726 306 Ft bevételt termelt a jegypénztáraknál.

## Díjak
- 2021: 41. Fantasporto Filmfesztivál:
  - legjobb rendezés
  - legjobb forgatókönyv
- 2021: 15. Toronto After Dark Fesztiválon 10 díjat nyert:
  - Bronzérem a legjobb filmek között
- legjobb horrorfilm
  - legjobb rendező
  - legjobb mellékszereplő (Hais Fruzsina)
  - legjobb speciális effektusok
  - legjobb hangdesign
  - legjobb operatőr
  - legijesztőbb film
  - ,,A film, aminek leginkább látni akarjuk a folytatását" kategória
- 2021: Ravanna Nightmare Filmfesztivál – legjobb rendező
- 2022: manchesteri Greemfest: 
  - legjobb játékfilm
  - legjobb speciásli effektusok
- 2022: Brugggore Horrorfilm Fesztiválon – közönségdíj